# ازل
اِزَل (به ترکی استانبولی: Ezel) (تلفظ ترکی استانبولی: [eˈzæl]) یک مجموعه تلویزیونی ترکی اکشن، جنایی و رومانس است که توسط شرکت آی یاپیم به کارگردانی اولوچ بایراکتار و نویسندگی کرم درن و پینار بولوت تهیه شده‌ است. پخش این مجموعه از ۲۸ سپتامبر ۲۰۰۹ توسط شبکه شو تی‌وی آغاز شد و در قسمت ۷۱ از شبکه آ تی‌وی در ۲۰ ژوئن ۲۰۱۱ به پایان رسید. این مجموعه تلویزیونی، الهام گرفته از فیلم گذرگاه تاریک به کارگردانی دلمر دیوز و رمان کنت مونت-کریستو اثر الکساندر دوما است.

## خلاص داستان

### فصل اول
زندگی عمر اوچار (اسماعیل فیلیز) که در سال ۱۹۹۷ با خانواده‌اش در استانبول زندگی متوسطی داشت، در یک روز به کلی تغییر کرد. پدر عمر ممتاز، نجار و فردی است که به شرافت خانوادگی اهمیت زیادی می‌دهد و اصل صادقانه زیستن را در پیش گرفته است. مادر او، ملیحه، زنی کم‌بینا اما بسیار شهودی است. عمر کسی است که به سرعت به اطرافیانش اعتماد می‌کند. عمر زمانی که به عنوان مکانیک ماشین در کنار بهترین دوستان قدیمی‌اش چنگیز (اییت اوزشنر) و علی (باریش فالای) کار می‌کرد، با عیشان (جانسو دره) آشنا شد و عاشق او شد. در آن سال، عمر از خدمت سربازی برمی‌گردد. او اکنون در کنار همه عزیزانش است. او قرار است با عیشان ازدواج کند و زندگی جدیدی را آغاز کند.  اما چیزی هست که او محاسبه نکرده است.  زمانی که او در ارتش بود شرایط برای دوستانش و زنی که دوستش داشت تغییر کرد. پدر عیشان، سردار (صالح کالیون)، علی و چنگیز را متقاعد کرد که یک سرقت از کازینو را انجام دهند. سردار که نقشه را طراحی کرده بود، محاسبه کرد که برای موفقیت این سرقت به ۴ نفر نیاز است. اولین کسی که وارد شد چنگیز بود، او که همیشه آرزوی ثروتمند شدن داشت در آن کازینو کار می‌کرد تا از یکی از افراد آن‌ها شود و اطلاعات را درز کند. علی در غروب سرقت به عنوان یک قاتل بی‌رحم درگیر این نقشه می‌شد و نفر سوم، عیشان، کلاهبردار با استعدادی بود که کارش فریب دادن مردان برای به دست آوردن پول‌شان بود. نقشه سردار مستلزم سرزنش یک قربانی بود و این قربانی، نفر چهارم، عمر، طعمه جدید عیشان بود. او فرد ساده لوحی خواهد بود که تمام تقصیرها به گردن او می‌افتد. با شواهد نادرست، گمراه کردن پلیس، و بسته شدن همه تحقیقات، عمر به جرم سرقت مجرم شناخته شد. انگیزه اصلی سردار پول بود اما عشق او به یک کلاهبرداری خوب نیز در تنظیم این طرح نقش داشت. انگیزه های عیشان، چنگیز و علی در قسمت‌های بعدی سریال مشخص می‌شود.
علی و چنگیز می‌دانستند که قبل از سرقت مامور امنیتی را خواهند کشت، اما عیشان معتقد بود که عمر فقط چند سال در زندان می‌ماند و آزاد می‌شود. طبق نقشه، همان اسلحه در غروب قبل از سرقت، زمانی که عمر و چنگیز با هم بودند، به سمت عمر نشانه رفت. چنگیز پس از نوشیدنی‌های فراوان، در حالی که دستکش به دست داشت، اسلحه را به سمت عمر گرفت و زمانی که عمر اسلحه را از چنگیز گرفت، اثر انگشت خود را روی آن گذاشت و سرنوشت او را رقم زد. عصر همان روز، چنگیز ژاکت عمر را پوشید و پس از انجام جرم ژاکت را همراه با اسلحه داخل یک سطل زباله نزدیک محل قتل گذاشت. حضور او در آنجا نیز به عنوان مدرک اضافی علیه عمر تلقی شد.
در سال ۱۹۹۷، زمانی که عمر متهم شد، کمیسر (مسعود آکوستا) به سلولی که عمر برای چند ساعت در آن بازداشت بود آمد و پرسید که پول کجاست. عمر به انکار ارتکاب سرقت ادامه داد و ساعت‌ها به دلیل پاسخ ندادن به سؤال مورد ضرب و شتم قرار گرفت. در جریان محاکمه عمر، عکس اسلحه مورد استفاده در سرقت و ژاکتش به او نشان داده شد و سپس عیشان به عنوان شاهد فراخوانده شد. عیشان اظهارات نادرستی داد و گفت که عمر از کازینو دزدی کرد و نگهبان را کشت. در نتیجه اظهارات عیشان، این طرح با موفقیت به پایان رسید. علی، چنگیز، سردار و عیشان با یک میلیون دلار در جیب از اتهام قتل فرار کردند، در حالی که عمر یک روز پس از پیشنهاد ازدواجش به عیشان به زندان رفت.
عمر در طول مدتی که در زندان بود تقریباً هر روز توسط نگهبان ارشد زندان مورد ضرب و شتم قرار می گرفت، او متقاعد شده بود که عمر این جنایت را مرتکب شده‌است و می‌خواست دقیقاً بداند این پول کجاست. حتی خانواده‌اش هم تهدید می‌شدند، بنابراین از دوستان قدیمی‌اش به خاطر کارهایی که با او کرده بودند متنفر شد. تنها شانس عمر محافظت از او توسط رامیز کارائسکی (تونجل کورتیز) بود که با عمر مانند یکی از پسرانش رفتار می‌کرد. در حالی که عمر در زندان با درد این ضربه‌ای که از افرادی که کاملاً به آن‌ها اعتماد داشت و سؤالاتی که ذهنش را به خود مشغول می‌کرد دست و پنجه نرم می‌کرد، رامیز دایی به او کمک کرد.
رامیز کسی است که رمز زندگی را شکسته است. او هم ثروت و هم فقر را تجربه کرده است. رامیز که به دست درازی که علیه عمر شده بود پاسخ داد، در زندان شروع به آموزش عمر کرد و چشمانش را باز کرد. هشت سال می‌گذرد.
در سال ۲۰۰۵، مداخله دولت در نتیجه شورش در زندان صورت گرفت، در جریان درگیری‌ها صورت عمر توسط نگهبان ارشد به شدت بریده شد، او به همراه دو نگهبان دیگر عمر را مورد ضرب و شتم قرار دادند و تا با بهانه شورش در زندان متوجه بشوند که پول کجاست. عمر وانمود کرد که به او می‌گوید، و زمانی که نگهبان ارشد می‌خواست نگهبانان دیگر را بفرستد، عمر نگهبان را کشت.
با کمک رامیز به دروغ گفته شد که عمر مرده است اما چهره او غیرقابل تشخیص است. در همین حال عمر از زندان فرار کرد و تحت عمل جراحی پلاستیک قرار گرفت و چهره و صدای خود را تغییر داد و نام ازل بایراکتار (کنعان ایمیرزالی‌اوغلو) را به خود گرفت. عمر که قبلاً مردی ساده بود، در قمار، شناخت مردم و دعوا کردن بسیار ماهر شد، شخصیتی خونسرد به خود گرفت که در مواقع لزوم می‌توانست بی‌رحم باشد و به جهان با شک و تردید نگاه کند و به یک مرد طبقه بالای جامعه تبدیل شد. او مرد خودساخته‌ای است که پس از گذراندن زندگی‌اش هنوز در مورد دلایل خیانتی که متحمل شده است فکر می‌کند و بقیه عمرش را وقف انتقام گرفتن از همه کسانی کرده است که در این خیانت نقش داشتند. عمر با کمک رامیز کارائسکی، دانش، جهان‌بینی جدید و پول را به هویت خود اضافه کرد. او با هوش خود متمایز است و مردی قوی است. او برای انتقام گرفتن نزد دوستان قدیمی خود که از اوضاع بی‌خبر بودند بازگشت. او از مربی زندان خود رامیز دایی و دستیارانش کامیل (گورای کیپ) و شبنم (باده ایشچیل) کمک گرفت.
دلیل خیانت عیشان به عمر نجات جان خواهرش بهار (صدف آوجی) بود. سردار به عیشان گفت که خواهرش یک بیماری کشنده دارد و باید در کشور دیگری مانند انگلیس درمان شود، جایی که امکانات پزشکی بهتر است. پول تنها راه رسیدن به این هدف بود و عیشان پذیرفت مردی را که دوست داشت برای نجات جان خواهرش برای مدت کوتاهی به زندان بفرستد. چنگیز با این نقشه همراه شد زیرا از همان لحظه‌ای که برای اولین بار عیشان را دید عاشق او شد و هر کاری که او می‌گفت انجام می‌داد. علاوه بر این، زندانی بودن عمر فرصتی برای چنگیز بود تا عیشان را به دست آورد.
دلیل خیانت علی به عمر یک راز بزرگ بود. علی نیز مانند عیشان از فرستادن عمر به زندان پشیمان شد. در قسمت‌های بعدی سریال مشخص شد که دلیل پذیرش علی این بوده است که عیشان به او پدرش را یادآوری می‌کند که به خاطر او زندانی شده‌است. پدر علی جرم او را گردن گرفت و سال‌ها در زندان بود. علی به پدرش قول داده بود که وقتی او از زندان بیرون می‌آید، یک «مرد بزرگ» می‌شود و پولی که از دزدی به دست می‌آورد، راهی برای این کار بود.
در پایان فصل اول، ازل هویت واقعی خود را پس از این که معتقد بود دوستان قدیمی خود را به اندازه کافی مجازات کرده است، فاش کرد. با این حال، خط داستانی دوم شروع به ظهور کرد و با خط اول درهم آمیخت.

### فصل دوم
یک شرور جدید ظاهر شده‌است که ارتباطات قوی‌تری از رامیز دارد و قدرتمندترین مرد ترکیه محسوب می‌شود: کنان بیرکان (هالوک بیلگینر). همچنین مشخص شد که رامیز و کنان ۳۰ سال پیش دوست صمیمی بودند و به دلیل عشق مشترکشان، سلما (نورهان اوزنن)، به شدت از هم جدا شده بودند. اگرچه رامیز واقعاً عمر/ازل را به عنوان پسرش دوست داشت، یکی از دلایلی که او را بزرگ کرد این بود که یک دست راست خوب و قابل اعتماد ایجاد کند که به او در مبارزه با کنان کمک کند. برای این منظور شروع به آموزش افرادی کرد که انتخاب می‌کرد، اما تا زمانی که عمر را ملاقات نکرد موفق نبود. عمر مرد مناسبی برای رامیز دایی با میل او به انتقام بود.
رامیز کارائسکی مرد شجاعی بود که در سال ۱۹۷۱ به استانبول آمد. او در این سریال با هوش، تجربه زندگی و حفظ رقابت در خط مقدم خود برجسته است. از ویژگی‌های غالب او می‌توان به شخصیت شجاع و صادق او اشاره کرد. او دارای روشنفکری است که در سایر قلدرها رایج نیست. رامیز که با آمدن به استانبول سعی می‌کرد همه‌چیز را با قدرت مچ دست اداره کند، در مدت جدایی از کنان متوجه شد که دانش نیز لازم است و در این بین شروع به پیشرفت کرد. ارزشمندترین دارایی او در زندگی تنها فرزندش دخترش آزاد است که از کشتار کنان جان سالم به در برد.
در فصل دوم بیشتر به گذشته رامیز پرداخته شد و حساب و کتاب او با کنان بیرکان بزرگترین دشمن امروزی‌اش بیان شد.
رامیز کارائسکی با هدف مالکیت استانبول، غازی عینتاب را ترک کرد و در سال ۱۹۷۱ با قطار به استانبول رسید. از همان روز اول به کنان بیرکان که در ایستگاه دچار مشکل شده بود کمک کرد. کنان فرزند یک خانواده ثروتمند بود اما می‌خواست از خانواده دور شود. رامیز از سوی دیگر می‌خواست استانبول را فتح کند. پس از اولین برخورد، کنان شروع به دنبال کردن رامیز کرد.
رامیز این کار را در کنار قلدرهای بزرگی که بر استانبول حکومت می‌کردند آموخت و از آموخته‌هایش علیه آن‌ها استفاده کرد. او ابتدا جای ژیلت احمد را گرفت و سپس دست راست هایراتلی (سائیت دومان) شد، اما به زودی هایراتلی با او به مشکل خورد. او از خونریزی خود در غازی عینتاب که رامیز در آن بود گفت، رامیز کسی بود که از درگیری جان سالم به در برد، بنابراین جنگ سرد آغاز شد. سپس با کمک رامیز، کنان و سلما، کارا جلال را حذف کرد و صحنه‌ای را در محل هایراتلی خلق کرد. در همان زمان خانواده کنان در تلاش بودند تا او را پس بگیرند. او با هایراتلی، که معتقد بود اگر رامیز از معادله حذف شود، کنان بازخواهد گشت، همکاری کرد. در نتیجه وقایع، کنان هایراتلی را کشت. رامیز شروع به پنهان کردن کنان در خارج از شهر کرد.
چهل سال پیش مردی اینجا پیاده شد. یک چمدان در دست، یک چاقو در جیبش، همین. تنها بود، همه دنیا به او می‌گفتند تو نمی‌توانی، می‌گفتند نمی‌توانی وارد اینجا شوی. وارد شد. به او گفتند تو نمی‌توانی اینجا بمانی. ماند. به او گفتند تو یک فقیر روستایی هستی، می‌خواهی خودت به قله این دنیای بزرگ بروی؟ نمی‌توانی. توانست.— رامیز کارائسکی در حال توضیح دادن خود به آزاد
در دوره‌ای که کنان مجبور بود مخفی شود، رامیر زمان بیشتری را با سلما که از اولین ملاقات با او دوستش داشت، گذراند و شروع به نزدیک شدن کرد. چون احساس می‌کرد دارد به کنان خیانت می‌کند، کازینو را به او واگذار کرد و به تجارت اسلحه روی آورد. هم احساسات رامیز و هم کنان نسبت به سلما بزرگترین عامل شکاف بین آن‌ها بود. رامیز مدتی از هر دوی آن‌ها دور ماند، زندگی خود را در کنار خانواده سپری کرد، اما نتوانست عشق خود را به سلما فراموش کند.
در زمانی که رامیز با خانواده خود زندگی می‌کرد، سلما زندگی را با کنان آغاز کرد و آنها مقدمات ازدواج را آغاز کردند. رامیز با اجبار سلما متوجه شد که پشت این تصمیم ازدواج چه اتفاقی افتاده است. کنان به سلما تجاوز کرد و او را مجبور به ازدواج کرد. به همین دلیل به عروسی حمله کرد و در درگیری مجروح شد. او می‌خواست سلما را با برادر کنان که قبل از درگیری اسیر شده بود، مبادله کند. وقتی کنان سلما را انتخاب کرد، رامیز برادر کنان، سلیم را کشت و در همان زمان، سلما کنان را مجروح کرد و نزد رامیز فرار کرد.
کنان در مقابل همه دارایی رامیز را در طول این سال‌ها گرفت و فرزندانش را کشت و او را به زندان انداخت. از طرفی رامیز سال‌ها از کنان پنهان می‌کرد که بچه دارد. کنان و رامیز اگرچه دشمنان همیشگی بودند، اما تا آخرین لحظه به عشق و احترام یکدیگر ادامه دادند. رامیز عمر، یعنی ازل را آماده کرد تا پس از سال‌ها دوباره قوی‌تر مقابل کنان بایستد.
رامیز همچنین به ازل قول داده بود: «اگر زودتر بروم، تو آنچه را که لازم است انجام می‌دهی»، در قسمت شصت و یکم سریال، دخترش آزاد طبق نقشه‌ای که چنگیز آتای کشیده بود، ربوده شد. پس از آن تصمیم گرفت برای آخرین بار با کنان بیرکان تسویه حساب کند. در این جدال اگرچه او توانست از درگیری مسلحانه همراه ازل بایراکتار با افراد کنان جان سالم به در ببرد، اما به دلیل عدم استفاده از جلیقه ضدگلوله جان خود را از دست داد. در حالی که دخترش آزاد زنده مانده بود، با تماشای استانبول برای آخرین بار با ازل که او را به عنوان پسرش می‌دید، از سریال خداحافظی کرد.
من وقتی تو را برای اولین بار دیدم عمر، تو را برای اینکه برایم بمیری انتخاب نکردم خواهرزاده، انتخابت کردم تا وقتی میروم همراهی‌ام کنی پسرم— خداحافظی رامیز کارائسکی با ازل
در قسمت شصت و هشتم سریال، ازل با نقشه‌ای بی‌نقص با همکاری چنگیز، علی و عیشان، کنان را کشت و رامیز و کنان را دوباره به هم رساند.
همانطور که فصل دوم و آخر به سمت پایان نهایی پیش می‌رود، طرح به سرعت جلو می‌رود و شخصیت‌های اصلی تقریباً در هر قسمت از بین می‌روند. در قسمت آخر (۷۱) تنها بازمانده‌ها ازل، عیشان، پسر کوچکشان جان، مادر و پدر ازل، علی، همسرش (دختر رامیز) آزاد، پسر بچه‌شان با نام مستعار «تفو» (به یاد دست راست و دوست عزیز درگذشته علی نامگذاری شده است)، باده (عاشق کوتاه مدت ازل) و شبنم بیوه توفیک هستند. ازل که پس از به پایان رسیدن انتقامش می‌خواست دوباره عمر باشد، به کمک علی شروع به تغییر رفتار و شخصیت خود می‌کند. او دوباره مانند عمر رفتار می‌کند و لباس می‌پوشد و به دیدن پدر و مادر خود می‌رود. با وجود اینکه عیشان علاقه دارد دوباره با عمر باشد، او ابتدا علاقه خود به عیشان را انکار می‌کند و می‌خواهد با باده باشد، اما وقتی رویای خود را برای باده تعریف می‌کند، باده می‌گوید که در رویایی که ازل تعریف می‌کند، باده جایی ندارد و به جای او عیشان است. همچنین ازل وقتی حرف‌های پسرش جان به دختر مورد علاقه‌اش را می‌شنود که می‌گوید «عشق غیرممکن وجود ندارد»، به این درک می‌رسد که برای عمر شدن باید عیشان را دوست داشته باشد. ازل (عمر) و عیشان دوباره به هم رسیدند، اما چنگیز که دیوانه‌وار حسودی می‌کرد، به عیشان تجاوز کرد و نزدیک بود او را بکشد و به پلیس گزارش داد که ازل این کار را انجام داده است. در حالی که عیشان در بیمارستان در وضعیت وخیمی قرار داشت، اعلام کرد که این چنگیز بود که با او این کار را کرد، نه ازل. در همین حین ازل و علی چنگیز را پیدا کردند و او را کشتند. ازل سپس به بیمارستان بازگشت و پزشکان گفتند که عیشان تنها چند ساعت دیگر زنده است. او می‌خواست در آغوش عمر بمیرد.
در یک پایان مبهم و متافیزیکی، ازل و عیشان در قطار سفر می‌کنند، در حالی که عیشان با چشمان بسته و مرده به نظر می‌رسد. ازل سپس مقداری مایع از حلقه‌ای می‌نوشد که رامیز به او دستور داده بود «هرگز دستش نیندازد» (یعنی آنچه داخل آن است را ننوشد) مگر اینکه برای زندگی جدید آماده باشد. چشم های ازل هم بسته می‌شود و به عیشان می‌گوید که با او خواهد بود و بهار منتظر آن‌هاست. دوربین سایر مسافران قطار، دوستان و خانواده درگذشته عمر و عیشان، از جمله رامیز، بهار و برادر کوچکتر ازل، مرت را نشان می‌دهد.
در صحنه پایانی مرد جوانی سوار بر موتور سیکلت به فانوس دریایی نزدیک می‌شود و به نگهبان می‌گوید: آمدم پدرم را ببینم. وقتی از مرد جوان خواسته شد خود را معرفی کند، می‌گوید که او جان اوچار، پسر عمر است. وقتی او به در نزدیک می‌شود، دوربین سایه مردی را نشان می‌دهد که در را باز می‌کند و با ژست سرش را می‌خاراند، درست مثل عمر/ازل. مخاطب شروع به تعجب می‌کند که واقعاً چه اتفاقی افتاده است: آیا ازل با عیشان در آن قطار مرد یا زنده ماند؟ آیا مایع داخل حلقه سمی بود؟ صحنه قطار واقعی بود یا خیالی؟

## بازیگران

### شخصیت‌های اصلی
| بازیگر               | شخصیت          | توضیحات |
| -------------------- | -------------- | --- |
| کنعان ایمیرزالی‌اوغلو | اِزَل بایراکتار  | تنها هدف او انتقام گرفتن از آنچه سال‌ها پیش تجربه کرده است                                                    |
| جانسو دره            | عِیشان تزجان    | معشوقه عمر، همسر چنگیز، مادر جان                                                                             |
| اییت اوزشنر          | چنگیز آتای     | او پس از اینکه عاشق معشوقه بهترین دوستش شد، شر درونی خود را متوجه عمر می‌کند                                  |
| باریش فالای          | علی قرقیز      | نام مستعار او کَرپَتَن (گازانبر) است. او برادر مورد علاقه عمر است، اما یکی از کسانی است که به او خیانت کرده است |
| بورچین ترزی‌اوغلو     | آزاد کارائسکی  | دختر رامیز                                                                                                   |
| تونجل کورتیز         | رامیز کارائسکی | مرشد عمر و دایی                                                                                              |
| نورهان اوزنن         | سلما هونل      | زنی که رامیز کارائسکی دوست دارد                                                                              |
| هالوک بیلگینر        | کِنان بیرکان    | اولین دوست رامیز بعد از آمدن به استانبول                                                                     |
| سارپ آک‌کایا          | توفیک زاعیم    | مرد پیشروی دایی که همه جا از او نام برده می‌شود                                                               |
| باده ایشچیل          | شبنم سرتونا    | زنی که به عنوان دستیار ازل کار می‌کند                                                                         |
| صدف آوجی             | بهار تزجان     | خواهر عیشان                                                                                                  |
| صالح کالیون          | سردار تزجان    | پدر عیشان و نابغه ناب شر                                                                                     |
| بیراک توزوناتاچ      | باده اویسال    | معتمد ازل و زنی که پس از عیشان عاشق او شد                                                                    |
| رضا کجااوغلو         | تموز کجااوغلو  | قاتل ارشد کنان بیرکان                                                                                        |
| کیوانچ تاتلیتوغ      | سکیز           | نوه رامیز |

### شخصیت‌های مکمل
| بازیگر             | شخصیت               | توضیحات |
| ------------------ | ------------------- | --- |
| ایپک بیلگین        | ملیحه اوچار         | مادر عمر |
| بیازیت گولرجان     | ممتاز اوچار         | پدر عمر |
| اوتکو باریش سرما   | جان آتای            | پسر عمر و عیشان                                                                                                |
| هاکان کورتاش       | جان اوچار           | پسر عمر/ازل و عیشان (بزرگسال)                                                                                  |
| اوفوک بایراکتار    | رامیز کارائسکی/دایی | جوانی رامیز |
| جاهیت گوک          | کنان اوغورلو/بیرکان | جوانی کنان |
| لونت جان           | کایا ارک            | آدم پیشروی کنان                                                                                                |
| زینب کوسه          | سلما هونل           | جوانی سلما |
| سرهات کیلیچ        | سلیم اوغورلو        | برادر کنان بیرکان که در دوران جوانی کنان بین کنان و رامیز گیر کرده بود.                                        |
| تانر توران         | یوسف اغیر           | او دستیار اصلی کنان در انتقام‌گیری از رامیز است. نام مستعار او دمیر یوسف است.                                   |
| حسین سویسالان      | هایراتلی            | قلدری که رامیز در جوانی دست راست و سپس دشمن او بود.                                                            |
| بوراک داکاک        | مرت اوچار           | بچگی مرت |
| کمال اوچار         | مرت اوچار           | برادر عمر |
| گورای کیپ          | کامیل چالیجا        | افسر پلیس دائم‌الخمر. او توسط ازل از بحران بیرون کشیده می‌شود و با ازل شروع به کار می‌کند تا لایق خانواده‌اش باشد. |
| هاکان گرچک         | رجب پارلاک          | او را با نام مستعار کاندیرالی می‌شناسند. به رامیز دایی خیانت کرد.                                               |
| یاغیز آتاکان ساواش | ارن کاراچام         | او پسر مردی است که در دزدی کازینو جان خود را از دست داد.                                                       |
| بنگو بنیان         | رحیمه تزجان         | مادر عیشان |

## فیلمبرداری
اگرچه اکثر قسمت‌های این مجموعه تلویزیونی در استانبول فیلمبرداری شده‌اند، برخی از قسمت‌های آن در قبرس شمالی، کرواسی و انگلیس و سکانس‌های زندان در زندان اولوجانلار در آنکارا فیلمبرداری شده‌اند.

## بازیگران و صداپیشگان
| نقش         | نام برگردان‌شده در دوبله | بازیگر               | دوبلُر            |
| اِزَل         | اِزَل                     | کنان ایمیرزالی اوغلو | مهبد قناعت پیشه  |
| عِیشان       | تغییر نام: آیسان        | جانسو دره            | اعظم حبیبی       |
| چنگیز       | چنگیز                   | اییت اوزشنر          | داریوش بشارت     |
| علی         | علی                     | باریش فالای          | مهدی بقائیان     |
| رامیز دایی  | دایی رامیز              | تونجل کورتیز         | محسن زرآبادی پور |
| کِنان        | کنعان                   | هالوک بیلگینر        | مهیار ستاری      |
| بهار        | بهار                    | صدف آوجی             | آیسن نوروزی      |
| ملیحا       | ملیحا                   | ایپک بیلگین          | ندا آسمانی زاد   |
| ممتاز       | ممتاز                   | بایزید گلرجان        | علیرضا سخنور     |
| عمر         | تغییر نام: عامر         | اسماعیل فیلیز        | ارسلان جولایی    |
| تفو         | تفو                     | سارپ آکایا           | نوید نوروزی      |
| سردار       | سردار                   | صالح کالیون          | ارسلان جولایی    |
| آزاد        | آزاد                    | بورچین ترزی اوغلو    | شیدا زینی        |
| تمّوز        | تمّوز                    | رضا کجااوغلو         | ماهان جبلی       |
| سکیز        | هشت                     | کیوانچ تاتلیتوغ      | داریوش بشارت     |
| شبنم        | شبنم                    | باده ایشچیل          | مریم شایسته      |
| جان         | جان                     | اوتکو باریش سارما    | لیلا کوهسار      |
| کامیل       | کامیل                   | گورای کیپ            | احمد نگهبان      |
| جان بزرگسال | جان بزرگسال             | هاکان کورتاش         | حسام صادقی نیکو  |

## تقویم انتشار
| فصل   | روز و زمان پخش | شروع فصل        | پایان فصل            | تعداد قسمت‌های فیلمبرداری شده | شماره قسمت‌ها | سال پخش   | شبکه تلویزیونی  |
| ----- | -------------- | --------------- | -------------------- | ---------------------------- | ------------ | --------- | --------------- |
| فصل ۱ | دوشنبه ۲۰:۰۰   | ۲۸ سپتامبر ۲۰۰۹ | ۲۱ ژوئن ۲۰۱۰         | ۳۳                           | ۱–۳۳         | ۲۰۰۹–۲۰۱۰ | شو تی‌وی / آتی‌وی |
| فصل ۲ | دوشنبه ۲۰:۰۰   | ۱۳ سپتامبر ۲۰۱۰ | ۲۰ ژوئن ۲۰۱۱ (فینال) | ۳۸                           | ۳۴–۷۱        | ۲۰۱۰–۲۰۱۱ | آتی‌وی           |

## جوایز
ازل با برنده شدن ۹ جایزه از ۱۴ رشته که در آن نامزد جوایز تلویزیونی اسماعیل جم شد که برای اولین بار در سال ۲۰۱۰ برگزار شد به موفقیت بزرگی دست یافت.
| سال  | دسته‌بندی               | برندهٔ جایزه          | جایزه دهنده                         |
| ---- | ---------------------- | -------------------- | ----------------------------------- |
| ۲۰۱۰ | بهترین سریال تلویزیونی | ازل                  | جوایز پروانه طلایی                  |
| ۲۰۱۰ | بهترین بازیگر مرد      | کنعان ایمیرزالی‌اوغلو | جوایز پروانه طلایی                  |
| ۲۰۱۰ | بهترین سریال           | ازل                  | دانشگاه گالاتاسرای                  |
| ۲۰۱۰ | بهترین بازیگر مرد      | کنعان ایمیرزالی‌اوغلو | دانشگاه گالاتاسرای                  |
| ۲۰۱۰ | بهترین سریال           | ازل                  | دانشگاه باغچه‌شهر                    |
| ۲۰۱۰ | بهترین سریال           | ازل                  | دانشگاه فنی ییلدیز                  |
| ۲۰۱۰ | بهترین سریال           | ازل                  | مهندسی صنایع دانشگاه فنی استانبول   |
| ۲۰۱۰ | بهترین سریال           | ازل                  | اتحادیه کاباتاشی‌ها                  |
| ۲۰۱۰ | بهترین سریال           | ازل                  | دبیرستان خصوصی حرفه‌ای ارتباطات بورچ |
| ۲۰۱۰ | بهترین فیلمنامه        | ازل                  | جوایز فرمت C21/FRAPA                |
| ۲۰۱۲ | بهترین سریال درام      | ازل                  | جوایز بین‌المللی درامای سئول         |

## پخش جهانی
| کشور                | شبکه پخش‌کننده      | تاریخ پخش |
| ------------------- | ------------------ | --------- |
| آلبانی              | RTV Klan           | ۲۰۱۱      |
| آرژانتین            | Telefe             | ۲۰۱۵      |
| بوسنی و هرزگوین     | BHRT               | ۲۰۱۱      |
| برزیل               | Rede Bandeirantes  | ۲۰۱۶      |
| بنگلادش             | Deepto TV          | ۲۰۱۸      |
| شیلی                | Mega               | ۲۰۱۴      |
| کرواسی              | RTL Televizija     | ۲۰۱۱      |
| کلمبیا              | Caracol Television | ۲۰۱۵      |
| جمهوری چک           | Prima Love         | ۲۰۱۱      |
| مجارستان            | RTL klub           | ۲۰۱۱      |
| ایران               | جم تی‌وی/ جم کلاسیک | ۲۰۱۰      |
| قزاقستان            | Habar              | ۲۰۱۱      |
| پاکستان             | Geo Kahani         | ۲۰۱۳      |
| پرو                 | Latina             | ۲۰۱۵      |
| رومانی              | Kanal D Romania    | ۲۰۱۰      |
| عربستان سعودی       | ام‌بی‌سی ۴           | ۲۰۱۲      |
| عراق                | Kurdsat            | ۲۰۱۶      |
| اسلواکی             | TV Doma            | ۲۰۱۲      |
| صربستان             | Prva               | ۲۰۱۲      |
| امارات متحده عربی   | Abu Dhabi Al Oula  | ۲۰۱۰      |
| یونان               | ANYI1 TV           | ۲۰۱۱      |
| کوزوو               | RTV21              | ۲۰۱۳      |
| سری‌لانکا            | Swarnavahini       | ۲۰۱۸      |
| اسپانیا             | Nova               | ۲۰۱۸      |
| ایالات متحده آمریکا | نتفلیکس            | ۲۰۱۸      |
| ازبکستان            | Zor TV             | ۲۰۲۰      |
| جمهوری آذربایجان    | ARB TV             | ۲۰۲۰      |